# Thun
Thun er en by i kantonen Bern i Schweiz. Byen har 43.734(2018) indbyggere, og ligger ved floden Aares udløb fra Thunersee. Byen regnes som porten til Berner Oberland.
Thuns vigtigste erhvervsveje er turisme, våben- og metalindustri, forlagsvirksomhed og næringsmiddelindustri.
Byen har en lang historie. Navnet Thun kommer af keltisk "dunum", og byen har været beboet siden yngre stenalder. Byens berømte slot blev bygget i 1100-tallet af Zähringer-hertugerne. Thun fik byrettigheder i 1264, og tilfaldt Bern i 1384.
Byens fodboldhold er FC Thun, som har gjort det godt internationalt set i sammenhæng med klubbens små resurser.

## Eksterne links
- Officielle hjemmeside (tysk)

- Wikimedia Commons har flere filer relateret til Thun